# Andreas Bruce
Ferdinand "Andreas" Edvard Bruce  (1808–1885), fue un escritor de memorias sueco. Su historia fue la primera memoria escrita por una persona trans en Suecia y se considera única en muchos aspectos.

## Primeros años
Bruce nació del noble y cortesano Adam Bruce y Fredrica Charlotta Wijnblad. Durante su crianza, se consideraba un hombre y luchaba con su hermano con la aprobación de su padre, y generalmente se referían a él como Lilla Fröken Herrn ("Pequeña Señorita"). Sin embargo, cuando llegó a la edad adulta, la familia exigió que se comportara como una mujer. A los dieciséis años intentó escaparse de casa vestido de hombre. Después de esto, su padre lo llevó a que lo examinara un médico, Anders Johan Hagströmer, profesor de anatomía y cirugía en Estocolmo. Fue al examen después de que su hermano, con el permiso de su padre, lo vistiera de hombre y le dijo al médico: «Si no puedo vivir con pantalones, entonces no puedo vivir en absoluto».

## Transición de género
En julio de 1825, el médico emitió un comunicado donde declaraba que Bruce era un "hermafrodita" (intersexual) cuyos genitales masculinos estaban más desarrollados que los femeninos. Después de leer esta declaración, su padre lo llevó a un bar, celebró con una bebida, lo llamó su nuevo hijo, le dio el nombre de Ferdinand Andreas Edvard Bruce y le pidió que se cuidara de no deshonrar el apellido de la familia. Le permitió vestirse de hombre y vivir públicamente como tal. También se sentó en la sección masculina de la iglesia con su padre y su hermano, un incidente que provocó el desmayo de una señora en la iglesia. También visitó la capital, Estocolmo, y como hombre, bebió alcohol y fumó en público, algo que entonces sólo era aceptable para los varones.
Sin embargo, su cambio de sexo fue visto como un escándalo por la sociedad y apareció en la prensa. Esto provocó que su familia lo repudiara por haber escandalizado el apellido familiar, y sólo hizo las paces con ellos después de haber prometido, dictado por un sacerdote, vivir una vida privada y discreta fuera de Estocolmo. En 1829 se trasladó a la isla de Gotland y consiguió un trabajo como empleado en la empresa del armador Jacob Dubbe en Follingbo, en Gotland. Se sabía que Dubbe era tan estricto que pocos trabajaban para él, pero Bruce lo tomó como un desafío para demostrar su valentía masculina. Bruce también participó en los ejercicios de la milicia local y, considerándolo una forma de demostrar su masculinidad, hizo tales esfuerzos que recibió elogios de sus comandantes. Al parecer, se sabía que Bruce era biológicamente mujer, pero esto se aceptó y no se hablaba abiertamente de ello. Sin embargo, al médico militar no le gustaba Bruce y, según Bruce, le prohibió unirse al ejército por razones personales.
Bruce normalmente sólo se relacionaba sexualmente con mujeres. Sin embargo, en julio de 1838, Bruce dio a luz a una hija, a la que llamó Carolina. El otro padre del niño era el inspector Lars Nyström. Bruce no dijo si la relación sexual fue una violación o no, sólo que no había tenido cuidado. Según Bruce, Nyström sabía que era biológicamente mujer y lo cortejó, y después de emborracharse juntos, Bruce le permitió pasar la noche. Ante su estado de embarazo, Nyström abandonó a Bruce, quien contempló el suicidio. Según Bruce, soportó los dolores del parto tal y como se espera que un hombre ignore el dolor. Después del parto, se mudó de la ciudad a Öja con su hija, su amante Maria Lindblad y la hija de ésta, y crio a su hija como si fuera su padre. No se le permitió casarse con Lindblad, y después de que se supo que era Bruce quien había dado a luz a su hija ilegítima Carolina, se le negó el matrimonio de mujeres, lo que le impidió asistir a la iglesia por un período de diez años, un estigma social de la época.

## Legado
Bruce escribió su propia biografía, parcialmente en cartas a su hija Carolina entre 1859 y 1881. Se considera una biografía única de una persona trans del siglo XIX en Suecia. Bruce también es conocido en el ámbito de la investigación histórica científica.
Bruce ha sido señalado como el modelo a seguir para el personaje Tintomara en la novela Drottningens juvelsmycke de Carl Jonas Love Almqvist.